# Coupe de France féminine de cyclisme sur route 2011
Cet article traite uniquement de la compétition féminine. Pour les résultats de la compétition masculine, voir Coupe de France de cyclisme sur route 2011.
Navigation
Coupe de France 2010 Coupe de France 2012
La Coupe de France féminine de cyclisme sur route 2011 est la 12e édition de la Coupe de France féminine de cyclisme sur route. La victoire revient à la Luxembourgeoise Christine Majerus, deuxième vainqueur étrangère de la coupe après l'Estonienne Grete Treier en 2006.
Cette édition se déroule du 20 mars au 19 juin 2011 et est composée de six épreuves soit une de plus que lors de l'édition précédente.

## Résultats
| Dates    | Courses                                     | Vainqueur               | Équipe                 | Leader du général        |
| -------- | ------------------------------------------- | ----------------------- | ---------------------- | ------------------------ |
| 20 mars  | Cholet-Pays de Loire féminin                | Emma Johansson          | Hitec Products-UCK     | Christel Ferrier-Bruneau |
| 25 avril | Prix de la Ville de Pujols                  | Magdalena de Saint-Jean | Ventoux Vélo Sensation | Christine Majerus        |
| 15 mai   | Grand Prix Fémin'Ain                        | Ludivine Loze           | Ferrus Midi Pyrénées   | Christine Majerus        |
| 27 mai   | Grand Prix de Plumelec                      | Julie Beveridge         | Vienne Futuroscope     | Christine Majerus        |
| 12 juin  | Prix des communes de Nogent-l'Abbesse       | Pauline Ferrand-Prévot  | CR Champagne-Ardenne   | Christine Majerus        |
| 19 juin  | Classic Féminine de Vienne Poitou-Charentes | Pascale Jeuland         | Vienne Futuroscope     | Christine Majerus        |

## Classements
|     | Coureuse          | Points |
| --- | ----------------- | ------ |
| 1re | Christine Majerus | 194    |
| 2e  | Edwige Pitel      | 166    |
| 3e  | Mélodie Lesueur   | 165    |
| 4e  | Élodie Hegoburu   | 159    |
| 5e  | Emmanuelle Merlot | 159    |
| 6e  | Marion Rousse     | 157    |
| 7e  | Béatrice Thomas   | 121    |
| 8e  | Alexia Muffat     | 110    |
| 9e  | Alna Burato       | 110    |
| 10e | Audrey Cordon     | 104    |

L’équipe Vienne Futuroscope remporte le classement par équipes. Mélodie Lesueur remporte le classement chez les espoirs et Manon Souyris le classement chez les juniors.